# Alpedrete
Alpedrete – miejscowość w Hiszpanii we wspólnocie autonomicznej Madryt, 47 km od Madrytu.
Miasto leży przy autostradzie , łączącej Madryt z Galicją. Znajduje się tu stacja kolejowa kolei podmiejskiej Cercanías Madrid (stacje: Los Negrales i Mataespesa/Alpedrete). Połączenie z Madrytem  zapewniają również dwie linie autobusowe 681 i 685.